# Darrell Walker
Darrell Clifton Walker (Chicago, Illinois, 9 de marzo de 1961) es un exjugador de baloncesto estadounidense que disputó 10 temporadas de la NBA. Con 1,93 metros de estatura, jugaba en la posición de Base. Actualmente ejerce como entrenador principal en la Universidad de Arkansas en Little Rock

## Trayectoria deportiva

### Universidad
Comenzó jugando en el pequeño Community Coollege de Westark, para pasar posteriormente a los Razorbacks de la Universidad de Arkansas, donde permaneció 3 años, en los que promedió 14,7 puntos y 5,1 rebotes por partido.

### Profesional
Fue elegido en la duodécima posición del 1983 por New York Knicks, donde en su primera temporada promedió 7,9 puntos y 3,5 asistencias por partido, lo que le valió para ser incluido en el mejor quinteto de rookies.
[actualizar]

### Entrenador

#### Estadísticas
| Equipo | Temp. | Temp. regular | Temp. regular | Temp. regular | Temp. regular | Temp. regular          | Playoffs | Playoffs | Playoffs | Playoffs  |
| Equipo | Temp. | Partidos      | Ganados       | Perdidos      | %             | Posición               | Ganados  | Perdidos | %        | Resultado |
| ------ | ----- | ------------- | ------------- | ------------- | ------------- | ---------------------- | -------- | -------- | -------- | --------- |
| TOR    | 96/97 | 82            | 30            | 52            | .366          | 8º en Central Division | –        | –        | –        | –         |
| TOR    | 97/98 | 49            | 11            | 38            | .224          | 8º en Central Division | –        | –        | –        | –         |
|        | Total | 131           | 41            | 90            | .313          |                        | –        | –        | –        | –         |
| WAS    | 99/00 | 38            | 15            | 23            | .395          | –                      | –        | –        | –        | –         |
| Total  | Total | 169           | 56            | 113           | .331          |                        | –        | –        | –        | –         |

## Estadísticas de su carrera en la NBA
|  | Denota temporada en la que fue Campeón de la NBA |

### Temporada regular
| Año     | Equipo     | PJ  | PT  | MPP  | %TC  | %3P  | %TL  | RPP | APP | ROB | TPP | PPP  |
| ------- | ---------- | --- | --- | ---- | ---- | ---- | ---- | --- | --- | --- | --- | ---- |
| 1983-84 | New York   | 82  | 0   | 16.1 | .417 | .267 | .791 | 2.0 | 3.5 | 1.5 | .2  | 7.9  |
| 1984-85 | New York   | 82  | 66  | 30.4 | .435 | .000 | .700 | 3.4 | 5.0 | 2.0 | .3  | 13.5 |
| 1985-86 | New York   | 81  | 35  | 25.0 | .430 | .000 | .686 | 2.7 | 4.2 | 1.8 | .4  | 10.3 |
| 1986-87 | Denver     | 81  | 25  | 24.9 | .482 | .000 | .745 | 4.0 | 3.5 | 1.5 | .5  | 12.2 |
| 1987-88 | Washington | 52  | 0   | 18.1 | .392 | .000 | .781 | 2.4 | 1.9 | 1.2 | .2  | 6.0  |
| 1988-89 | Washington | 79  | 78  | 32.5 | .420 | .000 | .772 | 6.4 | 6.3 | 2.0 | .3  | 9.0  |
| 1989-90 | Washington | 81  | 81  | 35.6 | .454 | .095 | .687 | 8.8 | 8.0 | 1.7 | .4  | 9.5  |
| 1990-91 | Washington | 71  | 65  | 32.5 | .430 | .000 | .604 | 7.0 | 6.5 | 1.1 | .5  | 7.8  |
| 1991-92 | Detroit    | 74  | 4   | 20.8 | .423 | .000 | .619 | 3.2 | 2.8 | .9  | .2  | 5.2  |
| 1992-93 | Detroit    | 9   | 2   | 16.0 | .158 | .000 | .333 | 2.1 | 1.0 | 1.1 | .0  | .9   |
| 1992-93 | Chicago    | 28  | 0   | 13.1 | .403 | —    | .500 | 1.4 | 1.6 | .8  | .1  | 2.6  |
| Total   | Total      | 720 | 356 | 25.8 | .435 | .059 | .713 | 4.4 | 4.6 | 1.5 | .3  | 8.9  |

### Playoffs
| Año   | Equipo     | PJ | PT | MPP  | %TC  | %3P  | %TL   | RPP | APP | ROB | TPP | PPP  |
| ----- | ---------- | -- | -- | ---- | ---- | ---- | ----- | --- | --- | --- | --- | ---- |
| 1984  | New York   | 12 |    | 16.3 | .370 | —    | .609  | 2.9 | 1.7 | 2.0 | .2  | 6.8  |
| 1987  | Denver     | 3  | 3  | 22.7 | .324 | —    | .571  | 3.3 | 1.7 | .7  | .0  | 8.7  |
| 1988  | Washington | 5  | 0  | 31.0 | .407 | .000 | .688  | 4.8 | 2.8 | 1.4 | .8  | 11.0 |
| 1992  | Detroit    | 5  | 0  | 13.6 | .333 | —    | 1.000 | 2.4 | .8  | .2  | .0  | 2.0  |
| 1993† | Chicago    | 9  | 0  | 2.4  | .250 | —    | .667  | .1  | .6  | .0  | .0  | .4   |
| Total | Total      | 34 | 3  | 14.9 | .368 | .000 | .645  | 2.4 | 1.4 | 1.0 | .2  | 5.2  |